# Carl Friedrich Echtermeier

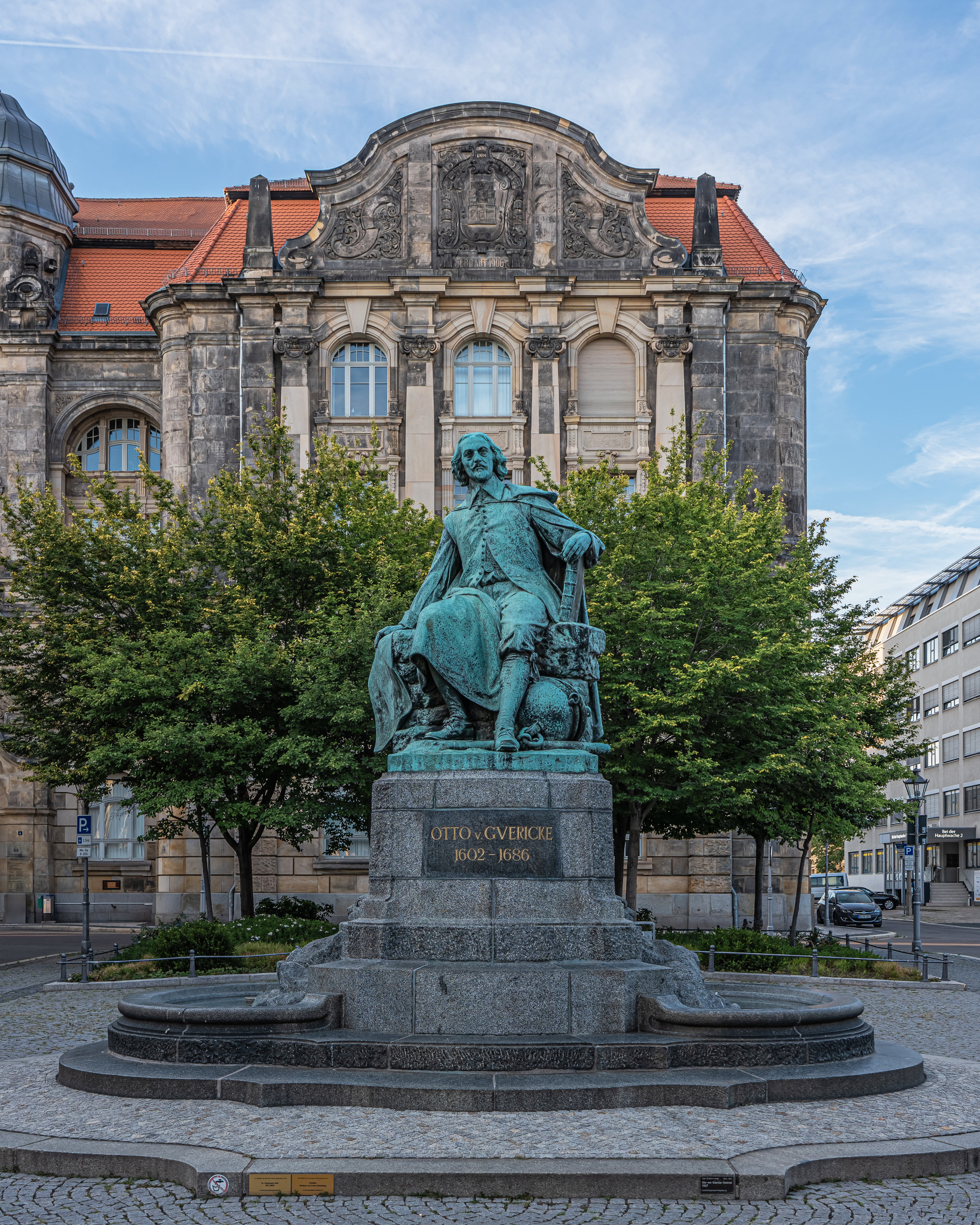
Monument över Otto von Guericke i Magdeburg.

Carl Friedrich Echtermeier, född 27 oktober 1845, död 30 juli 1930, var en tysk skulptör.
Echtermeier utbildades dels i Kassel, dels för Ernst Hähnel i Dresden samt verkade från 1883 som professor vid tekniska högskolan i Braunschweig. Han utförde talrika porträttreliefer och byster samt allegoriska statyer, främst åtta marmorbilder i galleriet i Kassel, samt monument, bland annat Bismarckmonumentet av Otto von Bismarck i Magdeburg.